# 大野篤史

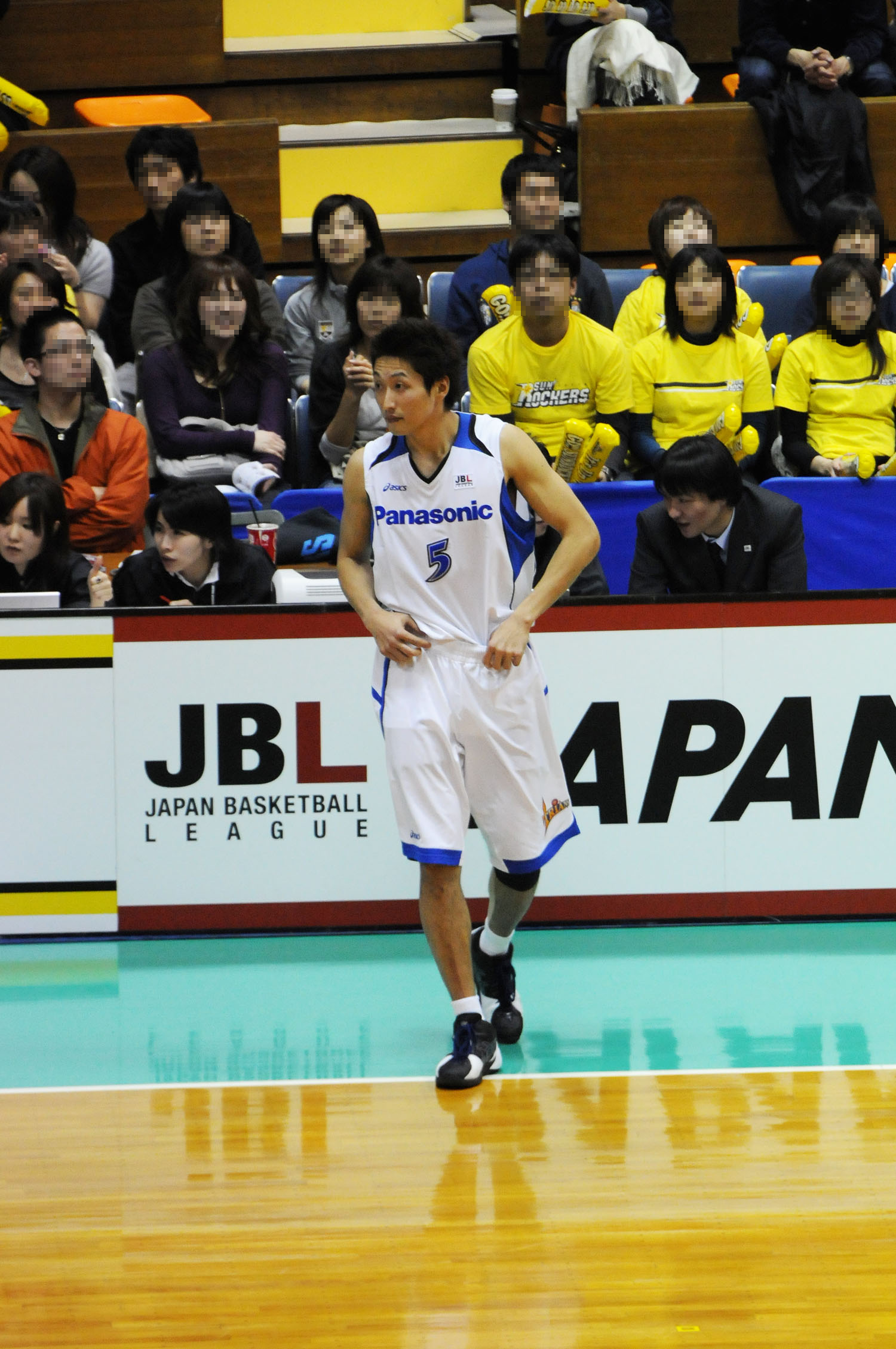
現役時代（パナソニック）

大野 篤史（おおの あつし、1977年〈昭和52年〉8月12日 - ）は、日本の元バスケットボール選手で現在は指導者。石川県出身。現役時代のポジションはシューティングガード/スモールフォワード。B.LEAGUE・三遠ネオフェニックスでヘッドコーチを務めている。

## 来歴
野々市町立布水中学校（現野々市市立布水中）出身。1992年、中学3年時に全国中学校バスケットボール大会初優勝に貢献した。
1993年、愛知県の愛工大名電高校へ越境入学する。1年先輩に岩田淳、2年後輩に松藤貴秋、またバレーボール選手の北川祐介は同期にあたる。1年時はインターハイ3位、2年時は国体準優勝、ウィンターカップでは高校3年時の4位が最高位だった。1995年高校3年時にU-18日本代表としてアジアジュニア選手権出場。
1996年、日本体育大学に進学、日体大バスケ部に所属する。1年先輩に仲村直人、同期に藤本浩太郎・篠原隆史・堀田剛司・鈴木裕紀、2年後輩に木下博之がいる。1年時から試合出場を重ね、インカレおよび関東大学リーグ4連覇の原動力となり、4年時にはキャプテンも務めた。インカレでは、MIP1回（1999） ・得点王2回（1997/1998）・3ポイント王1回（1997）・アシスト王1回（1998）受賞。1997年大学2年時にユニバ代表に選ばれシチリア大会に出場している。
2000年、三菱電機メルコドルフィンズに入団する。JBLプレスーパーリーグとなったこのシーズンにおいてJBL初代新人王を獲得し、JBLスーパーリーグ 2006-07にはチーム初のPOファイナル進出に貢献している。2001年から日本代表メンバーに選ばれ、アジア選手権、2002年アジア競技大会、2006年アジア競技大会などに出場している。
2007年、パナソニックトライアンズへ移籍する。JBL 2010-11シーズン途中に現役引退し、清水良規HCの下、アシスタントコーチに就任する。JBL 2012-13シーズンには清水の体調不良により6試合HC代行を務めた。同シーズン終了後チームは休部。
2014年、佐古賢一HCの下、NBLに参加する広島ドラゴンフライズのアシスタントコーチに就任。
2016年、千葉ジェッツヘッドコーチに就任。2020-21シーズンにはBリーグ初優勝に貢献する。2022年6月に千葉ジェッツを退団（契約解除）し、同年7月から三遠ネオフェニックスのヘッドコーチに就任した。

## 個人記録
JBL
- 2000-01 JBL新人王

日本代表
- 2002アジア競技大会
- 2006アジア競技大会